# Königstein (stânci)

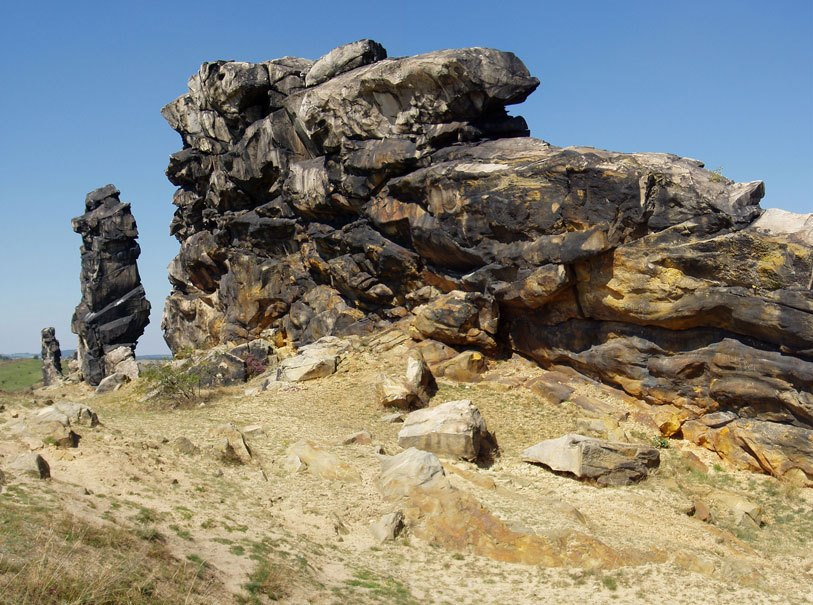
Teufelsmauer stânci de gresie de ca. 20 m înălțime

Königstein o grupare de stânci aciculare de gresie, orientate vertical, din nordul munților Harz, Westerhausen (Quedlinburg). Stâncile se pot vedea de pe șoseaua dintre Westerhausen și Börnecke (Blankenburg (Harz)) din landul Sachsen-Anhalt, Germania. Ele au luat naștere printr-un proces geologic asemănător cu Teufelsmauer (Harz) (Zidul Dracului) situate în apropiere. Königstein a fost în timpurile epocii de piatră, loc de cult al popoarelor primitive. Pe versantul sudic al lor azi se află podgorii de viță de vie.
Coordonate: 51° 49′ N, 11° 3′ E